# Островский, Вадим Генрихович
Вади́м Ге́нрихович Остро́вский (род. 6 июня 1961 года в Минске, Белорусская ССР) — советский и российский кинематографист, режиссёр кино и телевидения, продюсер, также имеет специальности актёра и помощника оператора. Лауреат Государственной премии России 2002 года в области литературы и искусства и Российской национальной телевизионной премии «ТЭФИ».

## Биография
Родился и вырос в Минске. Отец, Генрих Матвеевич Островский — офицер Советской армии; мать — архитектор-градостроитель Людмила Кайрис (участник реконструкции ряда белорусских городов, автор музыки песни «Огонёк»). В 1982 году окончил Белорусскую академию искусств по специальности «актёр театра и кино». После срочной службы в армии, с 1984 года работал на киностудии «Беларусьфильм» ассистентом оператора, режиссёра, а в 1986 году поступил во ВГИК, на режиссуру кино (мастерская Юрия Озерова, затем Ираклия Квирикадзе). С тех пор работает в кино и на телевидении как режиссёр и продюсер.
В 2000 году участвовал в создании программы «Формула власти» (автор и ведущий Михаил Гусман) и в качестве режиссёра-постановщика и исполнительного продюсера проекта проработал в нём в общей сложности более семи лет. В 2003 вместе с другими авторами программы был удостоен Государственной премии РФ 2002 года в области литературы и искусства.
В 2006 году снял четыре телефильма по рассказам Виктории Токаревой из цикла «Важнее, чем любовь».
В 2009 году поставил мини-сериал «Исчезнувшие», получивший Российскую национальную телевизионную премию «ТЭФИ».
Помимо художественно-игровых фильмов и сериалов, с 2003 по 2010 год создал также в качестве режиссёра-постановщика ряд документальных циклов для телевидения, в частности, циклы «Тайная история искусств» и «Собрание олимпийских сочинений».
С момента основания в 2009 и по 2012 год работал креативным продюсером кинокомпании «ВайТ Медиа».
В 2012 году начал продюсирование и производство рекламных роликов в 3D, в частности, для холдинга «Швабе».
С декабря 2015 года работает директором Дирекции кино и сериалов телеканала НТВ.

## Общественная позиция
В марте 2014 года подписал письмо «Мы с Вами!» «КиноСоюза» в поддержку Украины.

## Фильмография
- 2025 — Топор 1945. Июль (продюсер)
- 2025 — Майор и Меймун (продюсер)
- 2023 — Цербер (продюсер)
- 2022 — БиМ (продюсер)
- 2022 — Топор. 1944
- 2021 — Топор. 1943
- 2019 — Ивановы-Ивановы (сценарий для 4 сезона)
- 2015 — Джуна
- 2014 — Вдова
- 2013 — Цена жизни
- 2011 — Сделано в СССР
- 2009 — Чёрная метка (документальный)
- 2009 — Исчезнувшие
- 2009 — Собрание Олимпийских сочинений (документальный)
- 2008 — Планета Православия (документальный)
- 2006 — Важнее, чем любовь (Длинный день, Простая история, Единственному, до востребования, Лилии для Лилии)
- 2005 — Убойная сила 6 (серия «Казачий разъезд», «Контрольная закупка»)
- 2004 — Сармат 2
- 1999 — Полёт № 9 (короткометражный)

## Награды
- Медаль ордена «За заслуги перед Отечеством» II степени (21 февраля 2022 года) — за большой вклад в развитие средств массовой информации и многолетнюю добросовестную работу[5].
- Государственная премия Российской Федерации в области литературы и искусства (2002 год).

## Дополнительные ссылки
- Мария Москвичева. Вадим Островский: “Я знаю, как пройти к Овальному кабинету через кухню Белого дома”. Московский Комсомолец (24 февраля 2011). Дата обращения: 9 сентября 2017.